# Leśniaki (Gmina Iłów)
Pour les articles homonymes, voir Leśniaki.
Leśniaki  [lɛɕˈɲaki] est un village polonais de la gmina d'Iłów dans le powiat de Sochaczew et dans la voïvodie de Mazovie.